# Lin Dan
Lin Dan (rođen 14. oktobra 1983) kineski je profesionalni badmintonski igrač. On je dvostruki olimpijski šampion, petostruki svetski šampion, kao i šestostruki Sve engleski šampion.
Široko prihvaćen kao jedan od najvećih igrača badmintona svih vremena, sa 28 godina Lin je kompletirao „Super grand slam”, osvojivši svih devet glavnih titula u svetu badmintona: Olimpijske igre, Svetko prvenstvo, Svetski kup, Tomasov kup, Sudirmanov kup, Super serije masters finale, Sve englesko otvoreno prvenstvo, Azijske igre i Azijski šampionat, postajući prvi i jedini igrač koji je ostvario ovaj podvig. On je takođe postao prvi muški pojedinačni igrač koji je zadržao zlato osvajanjem zlatne olimpijske medalje 2008. godine i odbranom titule 2012. godine. Osvajanje Malezijskog otvorenog prvenstva 2017. označilo je Linov uspeh u osvajanju svake velike titule u svetu badmintona.
Godine 2004. ga je protivnik Piter Gejd nazvao „Super Danom” nakon pobede u finalu Sve engleskog otvoreno prvenstva, a taj nadimak su obožavatelji, kao i mediji, uveliko koristili kao priznanje za njegova dostignuća.

## Badmintonska karijera

### Juniorska takmičenja
Lin se pojavio kao pobednik na Juniorskom prvenstvu Azije za badminton 2000. godine, u ekipnim i pojedinačnim disciplinama. Takođe je bio član pobedničkog kineskog tima i polufinalista pojedinačne sekcije na Svetskom juniorskom prvenstvu 2000. godine.

### 2001—2003
Godine 2001. je započela Linova profesionalna karijera. U svom prvom finalu, na Azijskom prvenstvu u badmintonu, on je poražen od sunarodnika Sja Sjuencea.
Godine 2002, Lin je uzeo prvu titulu na otvorenom prvenstvu Koreje. On je bio član kineskog sastava na Tomas kupu 2002, koji je za plasman u polufinale pobedio Švedsku (5–0), Dansku (3–2), i Koreju (4–1). Međutim, Lin nije igrao u polufinalnom meču protiv Malezije, u kome je kineski tim pretrpeo poraz od 1–3. Lin je učestvovao na još četiri turnira, na kojima se nije približio pobedi. On je izgubio u prvom kolu Otvorenog prvenstva Singapura, i Indonezije, drugom kolu Danskog opena, i u trećem kolu Kineskog opena. U oktobru je Lin poražen u polufinalu Timskog takmičenja Azijskih igara, čime je kineski tim izgubio mogućnost osvajanja zlatne medalje.
Lin je sezonu 2003. godine započeo porazom u trećem kolu na Sve engleskom openu. On je dosegao finale kasnije tokom godine na Otvorenom prvenstvu Japana, ali ga je sunarodnjak Sja Sjuence ponovo pobedio. Lin je tada debitovao na Svetskom prvenstvu u Birmingemu, u Engleskoj. On je sa lakoćom pobedio Per-Henrika Kruna i Przemislava Vača u prve dve runde, ali ga je Sja ponovo pobedio u njihovom trećem meču. Nakon svetskog susreta, on je eliminisan u polufinalu Otvorenog turnira u Singapuru, trećem kolu Indonezijskog opena, i drugom kolu Otvorenog prvenstva Malezije. Međutim, Lin je sezonu snažno okončao osvojivši otvorena prvenstva u Danskoj, Hongkongu, i Kini, i završio kao drugoplasirani na Nemačkom otvorenom prvenstvu.

## Spoljašnje veze
- Lin Dan at BWF.tournamentsoftware.com
- Lin Dan at BWFbadminton.com